# دوروثي بوسيو
دوروثي بوسيو ولدت يوم 13 فيفري 1979 في مدينة باريس وهي ممثلة ومديرة فنية.
تخصصت في اداء الدبلجة منذ صغرها، وهي صوت فرنسي معروف ومعتاد للجمهور وللممثلات مارجوت روبي ، ماري كيت وآشلي أولسن ، لاسي شابيرت ، بايبر بيرابو، إلسا باتاكي ، جينيفر فينيجان ، ليندساي بولسيفر ، راشيل مينر وأنابيل واليس.